# Liturgické používání latiny
Tento článek je o křesťanských liturgiích v latinském jazyce. O liturgiích latinské církve bez ohledu na jejich jazyk viz Latinské liturgické obřady.
Liturgické užívání latiny je praxe sloužení křesťanské liturgie v církevní latině. Tato praxe se obvykle vyskytuje v kontextu liturgických obřadů latinské církve.

## Historie

### 2. až 16. století
Viz též: Předtridentská mše
Liturgická latina se v západním křesťanství začala používat v severní Africe na konci 2. století za papeže Viktora I., který zavedl latinu vedle dosavadního liturgického používání řečtiny koiné. V následujících staletích latina stále více vytlačovala řečtinu v římských liturgiích, protože latina byla lidovým jazykem, kterému věřící rozuměli. V sedmém století došlo ke krátkodobému návratu k řecké liturgii, pravděpodobně kvůli přistěhovalcům z Východu, ale latina se brzy opět stala římským liturgickým jazykem. Postupem času, jak se lidové jazyky vzdalovaly od latiny, začalo být používání latiny chápáno v souvislosti s její rolí jako posvátného jazyka.

### 16. až 20. století
Viz též: Tridentská mše
Ačkoli katoličtí učenci diskutovali o přechodu k lidovým jazykům již dříve, protestantská reformace v 16. století se zasazovala o lidovou liturgii a spojovala ji s protikatolickými náladami. V reakci na to Tridentský koncil katolické církve sice v zásadě neodsoudil vernakulární liturgii, ale odrazoval od jejího nevybíravého používání a hájil vhodnost latiny pro bohoslužbu. Po skončení koncilu papež Pius V. kodifikoval a všeobecně nařídil používání revidovaných liturgických knih římského ritu, které pokračovaly v tradici pouze latinského ritu.
Latina se v některých protestantských liturgiích používala i po reformaci, která si obecně cenila používání lidové liturgie. Book of Common Prayer anglikánské církve z roku 1549 byla přeložena do latiny převážně pro akademické účely, ale v liturgii ji používali i irští kněží, kteří znali pouze irštinu a latinu. Praxe překládání anglikánské liturgie do latinského překladu pokračovala s modlitební knihou z roku 1662 a také s Book of Common Prayer episkopální církve ve Spojených státech z roku 1979.
Volání po lidové liturgii bylo charakteristickým znakem odsouzeného jansenistického hnutí v 17. století. Ačkoli otázka lidové liturgie pro románské jazyky odvozené z latiny zůstávala sporná, papež Pavel V. a následující pontifikové povolili omezené používání lidového jazyka na misijních územích, mimo jiné v Číně, Gruzii a dnešním Montrealu. V Dalmácii a části Istrie se liturgie místo latiny slavila v církevní slovanštině a povolení k používání tohoto jazyka bylo v letech 1886–1935 rozšířeno na některé další slovanské oblasti.

### 20. století – současnost
Viz též: Liturgické reformy papeže Pia XII. a Mše Pavla VI.
Papež Jan XXIII. byl silným zastáncem hodnoty latiny pro liturgii a celou církev. V roce 1962 vydal encykliku s názvem Veterum Sapientia, v níž chválil latinu pro její nestrannost, univerzálnost, neměnnost, formativní hodnotu, historičnost a důstojnost jako vznešeného, nevernakulárního jazyka. Ještě téhož roku zahájil Druhý vatikánský koncil, v němž po smrti Jana XXIII. pokračoval jeho nástupce, papež Pavel VI. Koncil sice potvrdil primát latiny, ale ve své konstituci o posvátné liturgii (Sacrosanctum Concilium) z roku 1963 podpořil omezené používání lidového jazyka. V roce 1964 Posvátná kongregace pro rity v rámci provádění konstituce pověřila biskupské konference, aby připravily liturgické knihy s vernakulárními překlady mnoha částí mše.
Od roku 1970 byly liturgické knihy římského ritu zcela přepracovány. Tato revize zahrnovala povolení slavit všechny obřady výhradně v lidových jazycích v souladu se schválenými překlady závazných latinských textů. Tyto texty umožňují, aby se mše Pavla VI. slavila v latině.
V roce 1988 papež Jan Pavel II. v apoštolském listě Ecclesia Dei povolil biskupům, aby povolili slavení předkoncilní latinské tridentské mše skupinám, které o to požádají. V roce 2007 papež Benedikt XVI. promulgoval apoštolský list Summorum Pontificum, který dal široké povolení k používání reformních latinských liturgických knih z doby před rokem 1970. V roce 2021 papež František rozsah těchto povolení omezil apoštolským listem Traditionis custodes.

## Současné používání v katolické církvi

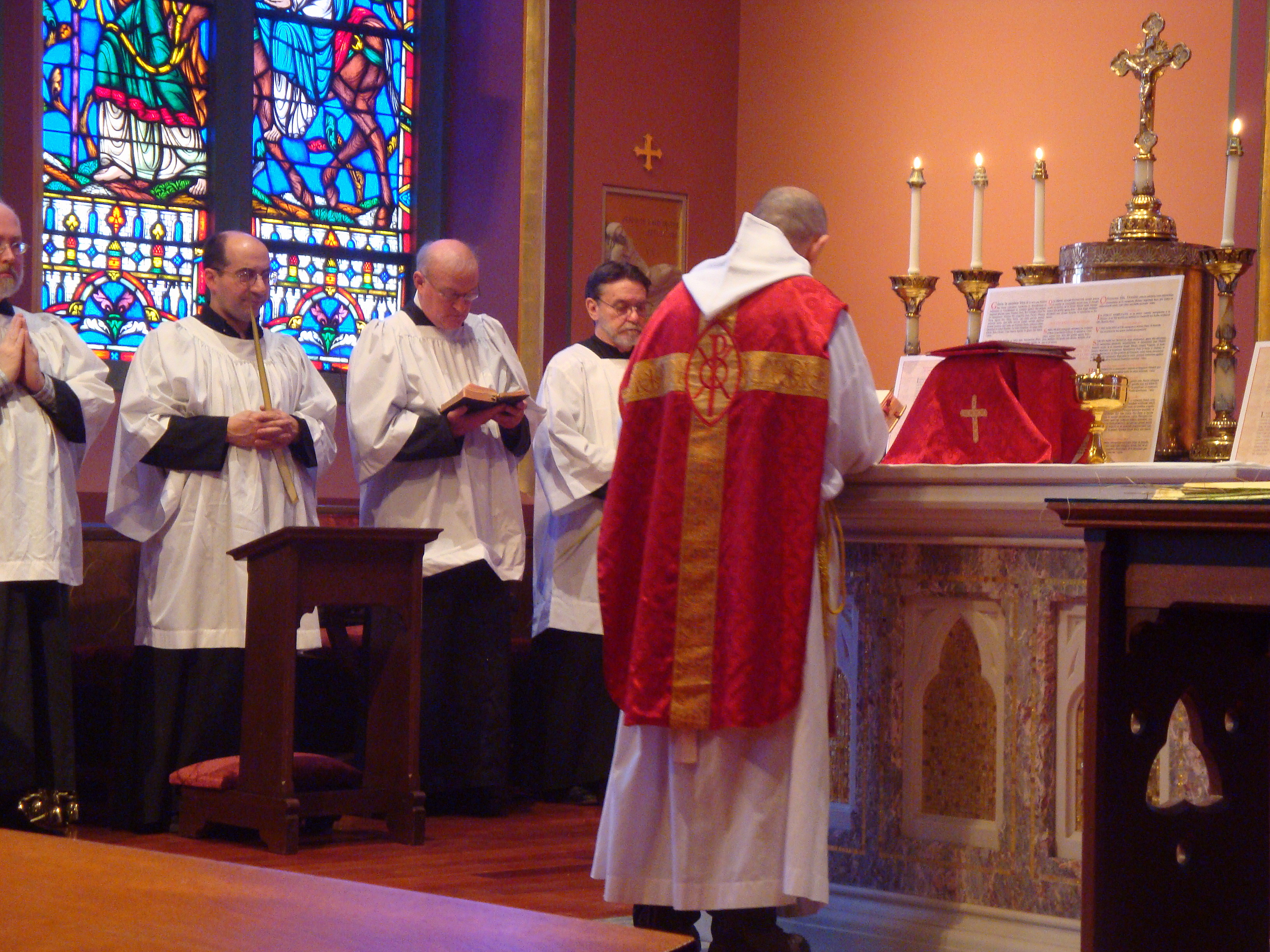
Mše sloužená v latině v kapli katedrály Svatého kříže v Bostonu

### Typizovanévydání
Hlavní článek: Editio typica
V římském ritu latinské církve je latina jazykem, v němž jsou vydávána typizovaná vydání liturgických knih. Z těchto typizovaných vydání musí vycházet všechny překlady do místního jazyka.

### Latina jako volitelný jazyk
I když je hlavním jazykem mše lidový jazyk, některé neměnné části mše se někdy recitují nebo zpívají v latině, včetně Gloria, Credo, Sanctus, Pater Noster a Agnus Dei.
V roce 2004 Kongregace pro bohoslužbu potvrdila, že kněží mohou vždy sloužit mši v latině mimo plánované mše v lidovém jazyce.

### Tradicionalistické používání
Viz též: Katolický tradicionalismus a Předkoncilní rity po Druhém vatikánském koncilu
Katolické skupiny, které se označují za tradicionalistické, nadále používají starší liturgické knihy, které předepisují obřady převážně v latině.